# Eleutério Frazão Muniz Varela

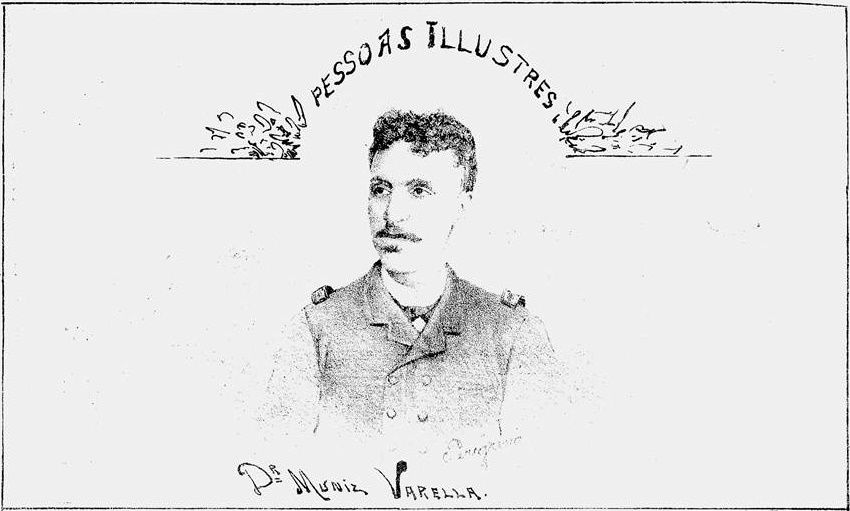
Dr. Muniz Varella.

Eleutério Frazão Muniz Varela foi um político brasileiro.
Foi governador do Maranhão, de 3 de janeiro a 4 de julho de 1890.
Foi intendente (prefeito) de dois departamentos administrativos do Acre, Alto Juruá, de 6 de abril de 1916 a 2 de junho de 1917, e Alto Purus, de 1917 a 1919.